# معتقد اللاألوهية
الأَدْيَانُ غَيْرُ التَّأْلِيهِيَّةِ هي تقاليد إيمانية ضمن سياق ديني -كان البعض منحازًا إلى الألوهية، والبعض الآخر لا- وفيه تُعلم اللاألوهية المعتقدات أو الممارسات الدينية خارج الإعتقاد بوجود أو عدم وجود إله. طُبقت اللاألوهية على حقول اللاهوت الدفاعي والمسيحية الليبرالية العامة، ولعبت أدوارًا مهمة في الهندوسية والبوذية والجاينية. في حين أن العديد من التوجهات الدينية تستبعد اللاألوهية بحكم تعريفها، فإن بعض التعاريف الشاملة للدين تبيّن كيف أن الممارسة الدينية والمعتقد لا يعتمدان على وجود الإله (الآلهة). على سبيل المثال، يميز باول جيمس وبيتر ماندافيل بين الدين والروحانية، لكنهما يقدمان تعريفًا للمصطلح الذي يتجنب التخفيض المعتاد إلى «ديانات الكتب»:
يمكن تعريف الدين بأنه نظام معقد نسبيًا من المعتقدات والرموز والممارسات التي تعالج طبيعة الوجود، والتي تعيش فيها المشاركة مع الآخرين والغيرية كما لو أنها تتخذ أنطولوجيات الزمان والمكان والاندماج والمعرفة ذات الأسس الاجتماعية وتتجاوزها روحيًا.

## البوذية

### وجود الآلهة
قال بوذا إن الديفات (تٌترجم إلى «آلهة») موجودة بالفعل، لكن اعتُبرت أنها ما زالت محاصرة في سامسارا، وليس بالضرورة أن تكون أكثر حكمةً منا. في الواقع، يُعتقد أن بوذا في كثير من الأحيان تفوّق على الآلهة، وكان معلمًا لهم.
منذ زمن بوذا، يُنظر إلى إنكار وجود إله خالق باعتباره نقطة أساسية في التمييز بين البوذية والأفكار غير البوذية. أجاب بوذا على سؤال الإله الخالق المستقل في براهماجالا سوتا. استنكر بوذا وجهة نظر الباري، وهو يرى أن مثل هذه الأفكار مرتبطة بالرأي الخاطئ للأبدية، ومثل 61 وجهة نظر أخرى، فإن هذا الاعتقاد يسبب المعاناة عندما يرتبط المرء به، ويذكر أن هذه الآراء قد تؤدي إلى الرغبة والكراهية والانخداع. يقول بوذا في نهاية السوتا إنه يعرف هذه الآراء الـ62 ويعرف أيضًا الحقيقة التي تفوقها.

### الأسئلة الميتافيزيقية
في إحدى المرات، عندما واجه بوذا مشكلة الميتافيزيقيا من قبل الراهب مالونكيابوتا، استجاب بوذا بمَثَل سهم السم. عندما يُطلق على رجل بسهم ملطخ بالسموم، تستدعي أسرته الطبيب لإزالة السم، ويعطي الطبيب الترياق:
لكن الرجل يرفض السماح للطبيب بالقيام بأي شيء قبل الإجابة على أسئلة معينة. يطالب الرجل المصاب بمعرفة من أطلق السهم، وما طائفته ووظيفته، ولماذا أطلق السهم عليه. إنه يريد أن يعرف نوع القوس الذي استخدمه الرجل، وكيفية حصوله على المكونات المستخدمة في تحضير السم. مالونكيابوتا، رجلٌ كهذا سيموت قبل الحصول على إجابات لأسئلته. لا يختلف الأمر بالنسبة لذلك الذي يتبع الطريق. أنا أعلّم فقط الأشياء الضرورية لإدراك المذهب. أما الأشياء غير المفيدة أو الضرورية، فلا أعلّمها.

## المسيحية
يعرّف بعض علماء اللاهوت المسيحيين الليبراليين «إله اللاألوهية» بأنه «أساس كل شيء» بدلًا من أن يكون كيانًا إلهيًا شخصيًا. يشير جون شيلبي سبونغ إلى أن إله معتقد الألوهية «كيان شخصي له صفات خارقة وإنسانية وأبوية موسعة، شكّلت كل فكرة دينية للعالم الغربي».
يبدو أن مفهوم النعمة الإلهية من وجهة نظر لاألوهية، وطبيعانية، وعقلانية، هو نفس مفهوم الحظ.
يدين العديد منهم بالكثير من إلهياتهم لعمل الفيلسوف المسيحي الوجودي بول تيليش، بما في ذلك عبارة «أساس كل شيء». اقتباس آخر من تيليش هو: «الله غير موجود. وهو في حد ذاته خارج جوهره ووجوده. إذن فالقول بوجود الله يعني إنكاره». يلخص هذا الاقتباس تصور تيليش للإله. هو لا يفكر في الله بصفته كيانًا موجودًا في الزمان والمكان، لأن ذلك يُقيّد الله، ويجعل الله محدودًا. لكن جميع الكائنات محدودة، وإن كان الله خالق كل شيء، فمنطقيًا لا يمكن أن يكون الله متناهيًا لأن الكيان المتناهي لا يمكن أن يكون الداعم لمجموعة متنوعة لا حصر لها من الأشياء المتناهية. وهكذا، فإن الله يُعتبر خارج الوجود، فوق أي حد أو قيود، هو القوة أو جوهر الوجود نفسه.

## الهندوسية
تتميز الهندوسية بمعتقدات وممارسات متنوعة جدًا. على حد تعبير روبرت تشارلز زينر، «من الممكن تمامًا أن يكون الفرد هندوسيًا جيدًا سواء كانت وجهات نظره الشخصية تميل إلى الوحدانية، أو التوحيد، أو تعدد الآلهة، أو حتى الإلحاد». وقال إنه معتقد لا يعتمد على وجود أو عدم وجود الله أو الآلهة. على نطاقٍ أوسع، يمكن النظر إلى الهندوسية على أن لها ثلاثة فروع أخرى: يتميز الأول بخالق شخصي أو وجود إلهي، ويشدد الثاني على الوجود المطلق لإله غير شخصي، أما الثالث فيشدد على تعددية الآلهة أي ليس هناك وجود مطلق. يمكن أن يُنظر إلى التقليدين الأخيرين بصفتهما لاألوهيَّين.
على الرغم من أن الفيداس تهتم على نطاق واسع باستكمال الطقوس، فهناك بعض العناصر التي يمكن تفسيرها بأنها إما لاألوهية أو نُذُر للتطورات اللاحقة للتقاليد اللاألوهية. يذكر الريجفدا، وهو أقدم كتاب مقدس هندوسي: «هناك إله واحد فقط رغم أن الحكماء قد يطلقون عليه أسماء مختلفة» (1.164.46). وضع ماكس مولر مصطلح الهينوثية، وقد يُنظر إليه على أنه يشير إلى حقيقة إلهية واحدة غير ثنائية، مع القليل من التركيز على الشخصية. تنظر ناساديا سوكات الشهيرة، من الترنيمة رقم 129 من الماندلا (أو الفصل) العاشر والأخير من الريجفدا، إلى الخلق وتسأل «أتى الله في ما بعد، مع خلق هذا العالم. /فمن يعلم من أين نشأ؟». يمكن ملاحظة أن هذا يحتوي على الحدس، أي يجب أن يكون هناك مبدأ واحد وراء كل الظواهر: «إنه واحد»، مكتفٍ ذاتيًا، ولا يمكن تطبيق التمييز عليه.